# 藏布巴東瀑布群
藏布巴東瀑布群是雅魯藏布大峽谷多吉帕姆峽谷入口處的一個瀑布群，位於中國西藏自治區墨脫縣（藏文「白瑪格」是由蓮花生大師命名）藏布巴東，瀑布群由2個大瀑布和4個小瀑布組成，稱為一號和二號瀑布群。瀑布群二高35米，是雅魯藏布大峽谷中最大的河床瀑布。《中國國家地理》雜誌2005年評選「中國最美的地方」，本瀑布群在中國最美的六大瀑布中排名第一。

## 地理
雅魯藏布大峽谷有四大河床瀑布群：絨扎瀑布群、秋古都龍瀑布和藏布巴東瀑布群。這些瀑布群具有群體性、多變性和年代近的基本特點。峽谷區受地殼運動（以上升為主）的強烈影響，又是水汽通道，水力作用特別強大。瀑布的形成主要受控於地質構造(強烈的構造運動性質，斷裂和岩性的差異等)，平均2000多立方米/秒的巨大水量在峽谷短距離內陡急河床上釋放能量的必然結果。

## 歷史

### 傳說
1950年代，甘珠爾仁波切根據蓮花生大士的預言，到白瑪崗尋找隱土。他穿過一個瀑布，進入一個有彩虹的山谷。:42當地的门巴族人看見過瀑布，也知道下去的路，但是從未靠近，也對外人保密。

### 發現經過
19世紀時地理學家根據雅魯藏布江的巨大落差（50英里中高度差達11,000呎）推測應該存在大瀑布，但是始終沒有發現。在1924年弗朗西斯·金敦·沃德的探索後，雅魯藏布江大峽谷只有3到4英里一段還沒有經過地理測繪，沃德因此認為預測的大瀑布並不存在。沃德看到雅鲁藏布江在白瑪崗有一段宽仅二十余公尺，河床上有两处大瀑布，高有十余公尺，其中一個瀑布形成彩虹，因名“虹霞瀑布”，现在该段河谷宽80公尺左右，两处大瀑布已消失了。
1986年《解放軍畫報》社記者車夫在航拍雅魯藏布江大峽谷時，從空中拍攝了藏布巴東一號、二號瀑布群。
1997年美國探險家伊恩·貝克（Ian Baker）率領的探險隊在雅魯藏布江旁數千呎高處看到大峽谷中疑似大瀑布造成的大型水霧，1998年5月貝克下到峽谷，確認了去年看到的是瀑布，但是由於缺乏糧食與測量儀器，決定推遲探測。在得到美國國家地理學會4萬美元的贊助後，貝克於1998年10月率隊探險，於11月8日與Ken Storm和Hamid Sardar用登山繩搥下峽谷，用雷射測距儀測量瀑布高度為108英尺（33）。
中國雅魯藏布江大峽谷科學探險考察隊一行46人，於1998年10月23日從拉薩出發，10月27日，考察隊在峽谷入口處的西藏米林縣派鄉兵分三路，由植物學家李渤生教授為分隊長的一分隊，從派鄉沿江右岸而下，經白瑪格、希興拉山到達大峽谷大捌彎頂端的扎曲村。從大本營分隊中又精選出一支瀑布分隊，從扎曲村出發沿雅魯藏布江上行對接穿越，瀑布分隊11月10日發現（不屬於藏布巴東瀑布群的）絨扎瀑布，11月11日考察了該瀑布的自然地理特徵。11月17日，一分隊發現藏布巴東一號和二號瀑布群，進行了拍攝，之後用繩索掛下到瀑布前，對二處瀑布進行了實測，考察和拍攝。
一分隊也在峽谷中遇到貝克的探險隊。
1999年1月7日，美國國家地理學會正式宣布貝克探險隊發現了藏布峽谷高達百呎的大瀑布。該學會探險委員會主任麗貝卡·馬丁還說：「如果有香格里拉，就在這裡。」:461新聞公布後受到CNN、《華爾街日報》以及國際媒體的重視，但也引發「誰首先發現藏布峽谷大瀑布」的爭議。國家地理學會後來承認Gil與Troy Gillenwater兄弟1997年參與貝克探險隊也有貢獻。中國科學院杨逸畴教授1999年1月29日在英文版的《中國日報》對外公佈中國科考隊的成果。中國方面也聲稱是中國人首先發現，理由包括1986年車夫的航拍、貝克的探險隊只下去測量和拍攝巴東一號瀑布，而最大的巴東二號瀑布只拍攝但沒有下去測量。杨逸畴認為中方沒有首先對外公布發現大瀑布是一項疏忽。貝克表示中國科考隊雖然先出發，但走的路線是從上游到瀑布，因此比貝克從下游到瀑布多花了幾天時間。

## 相關著作
蘭登書屋預付伊恩·貝克50萬美元出書，《The Heart of the World》於2006年出版。雅魯藏布江大峽谷科學探險考察隊隊長高登义於2012年出版中國考察隊的經歷《穿越雅鲁藏布大峡谷》。

## 引用文獻
1. ↑  杨逸畴. . 中国科学院地理科学与资源研究所. 2007-02-08  [2021-06-09]. （原始内容存档于2021-06-09）.
2. ↑  李勃生. . 中国国家地理. 2005年, (第10期)  [2021-06-09]. （原始内容存档于2020-11-26）.
3. 1 2  . 中央電視台.   [2021-06-09]. （原始内容存档于2012-05-15）.
4. ↑  . 中國日報網. 2006-03-19  [2021-06-09]. （原始内容存档于2021-06-09）.
5. ↑  安才旦. . 五洲传播出版社. 2003年: 29–30  [2021-06-09]. ISBN 978-7-5085-0231-1. （原始内容存档于2021-06-09）.
6. ↑  杨逸畴. . 地理研究. 1999年, 18 (4): 342–348  [2021-06-09]. doi:10.11821/yj1999040002. （原始内容存档于2021-06-09）.
7. 1 2 3  Ian Baker. . Penguin Publishing Group. 2 May 2006  [2021-06-09]. ISBN 978-1-101-11780-4. （原始内容存档于2021-06-19）.
8. 1 2 3 4 5 6  William McGowan. . The Washington Post. 1999-06-06.
9. ↑  . 2005-03-06  [2021-06-09]. （原始内容存档于2020-11-11）.
10. 1 2 3  Michael Kilian. . CHICAGO TRIBUNE. 1999年1月8日  [2021-06-09]. （原始内容存档于2021-01-24）.
11. ↑  杨逸畴. . 中国科学院地理科学与资源研究所.   [2021-06-09]. （原始内容存档于2021-06-09）.
12. ↑  Peter Heller. . Knopf Doubleday Publishing Group. 2014-05-06: 39–40  [2021-06-09]. ISBN 978-1-101-87204-8. （原始内容存档于2021-06-09）.
13. 1 2 3  , 中國青年報, 1999年2月3日  [2021年6月9日], （原始内容存档于2021年6月16日）
14. ↑  Susan Salter Reynolds. . 《洛杉磯時報》. 2005-01-07  [2021-06-09]. （原始内容存档于2015-02-19）.
15. ↑  . 中央電視台.   [2021-06-09]. （原始内容存档于2012-05-15）.
16. ↑  張文敬; 高登義. . 《山地學報》. 1999年, 第17卷 (第2期)  [2021-06-09]. （原始内容存档于2020-05-22）.
17. ↑  高登义. . 北京大学出版社. 2012年  [2021-06-09]. ISBN 978-7-301-19717-2. （原始内容存档于2021-06-16）.
18. ↑  陶宝祥. . 福建教育出版社. 2000: 142  [2021-06-09]. ISBN 978-7-5334-2990-4. （原始内容存档于2021-06-17）.

Template:中国瀑布